# Raoul Schránil
Raoul Marian Kristian Schránil, psáno též Raoul Schránil (24. března 1910 Most — 20. září 1998 Praha) byl český herec, bratranec režiséra Karla Antona. Své nezvyklé jméno Raoul dostal po francouzském příteli svého otce.

## Rodina
Otec Rudolf byl právníkem, nejdříve pracoval na okresním hejtmanství v Mostě, později byl ministerským radou na ministerstvu orby (zemědělství) ve Vídni. V roce 1906 se oženil s Alexandrou Polákovou, dcerou generálního inspektora na panství hraběte Šlika. V roce 1908 se jim narodila dcera Alexandra a o dva roky později syn Raoul. Raoulova matka (dcera pěvkyně Carolle Huttary) byla hudebně nadaná sopránová pěvkyně, hrála i na klavír. Její umění obdivovala i Ema Destinnová. Byla zvána ředitelem Kovařovicem k angažmá do Národního divadla, avšak odmítla, neboť si to tehdy její budoucí manžel nepřál. Z matčiny strany byly v rodině umělecké vlohy, Raoulovým strýcem byl malíř Václav Rabas, sestřenicí Raoulova dědečka byla Betty, manželka Bedřicha Smetany.

## Studium
Chodil do obecné školy u kostela sv. Vojtěcha v Praze a později nastoupil na reálku v Hellichově ulici, odkud byl však pro drobný přečin vyloučen. Trest vyloučení platil i pro všechny střední školy v Praze, a proto na radu otcova přítele, Jožky Davida, pozdějšího poválečného předsedy českého parlamentu, jej otec poslal po první světové válce na tři roky do německé školy pro Lužické Srby v Nízkém u Zhořelce (Niesky Horní Lužice v Sasku). Hned po ukončení školy odjel, opět na doporučení Jožky Davida, do Dijonu ve Francii, do gymnázia Lycée Carnot, kam byli od roku 1920 z iniciativy Edvarda Beneše (v Dijonu Beneš v roce 1908 studoval na universitě) přijímáni na tříleté stipendijní studium českoslovenští studenti. Tato tradice, která byla z politických důvodů několikrát přerušena, trvá dodnes. Před ním tam studovali například Jiří Voskovec a Václav Černý, nebo v sedmdesátých letech režisér Zdeněk Troška. Maturitu složill Raoul s výborným prospěchem.
V Dijonu založil Voskovec tradici, podle které se na Vánoce nejezdilo domů, ale formou kabaretu slavili čeští studenti svátky na lyceu. Tam poprvé hrál divadlo. Kabaret organizoval poté také během vojenské služby, kterou absolvoval od roku 1933 v Berouně, v Chebu a posléze v Praze.
Po maturitě nastoupil na pár měsíců do kanceláře do skláren v Chlumu u Třeboně. Pak absolvoval v Maděrově obchodní škole na pražských Vinohradech jednoletý abiturientský kurs účetnictví a obchodnictví. Byl zaměstnán přes dva roky jako recepční a prošel hotely Wilson, Flora a Alcron.
Herecký talent v něm objevila členka ND Jarmila Kronbauerová, která bydlela nad Schránilovými v domě v Mělnické ulici č.1 na smíchovské straně Újezdu. Matka mu u ní domluvila bez vědomí otce herecké hodiny. Kronbauerová se snažila přimluvit u rodičů, aby dali syna studovat na konzervatoř. Tatínek však nesouhlasil. Bratranec režisér Karel Anton poradil Raoulovi začít alespoň u divadelní šmíry a doporučil mu zajít do kavárny Rokoko na Václavském náměstí, kde se scházeli divadelní ředitelé. Tam ho oslovil principál Šlosr, který Raoula přivedl k malé kočovné společnosti, což podle Raoulových vlastních slov byla ta nejlepší herecká škola. Velký úspěch měl například v komedii Mařka, aneb deník služky, kde se poprvé objevil v pro něho typické roli milovníka.

## Herecká kariéra
Na jedné venkovské štaci u Prahy se na něj přišel podívat i bratranec Karel Anton a slíbil mu najít již něco lepšího. Tak se Raoul dostal v roce 1935 do divadla Vlasty Buriana, kde potřebovali náhradu za odcházejícího představitele milovníků. Hrát neustále stejnou roli, vystupovat každý večer, v sobotu a v neděli dvakrát mu však nevyhovovalo a aby měl více času na filmování, po tři čtvrtě roku od Buriana odešel. Zájem o něj měl Jára Kohout, nakonec však od března 1937 Raoul nastoupil k herecké skupině Theodora Pištěka Okružní cesta a ve dny, kdy nebylo filmování, jezdili po venkově a hráli divadlo. Hrál také v rámci divadelních představeních Kulturního výboru Československé filmové unie.
Při hostování v Českých Budějovicích obdržel nabídku na angažmá v místním divadle na sezónu 1938/1939, nikdy zde však z časových důvodů nehrál. V roce 1939 přijal angažmá v Divadle Anny Sedláčkové, kde se repertoár často střídal. Zde působil až do roku 1941, později byl bez stálého angažmá a spolupracoval s divadelní společnosti H. Zöllnerové. U prarodičů v Chotětově si otevřel biograf nazvaný Vlast a pořádal tam také besedy a pohostinská vystoupení svých hereckých kolegů. Hostoval také v Divadle na Vinohradech a v Uranii.
Od roku 1935 začal hrát ve filmech a jeho kariéra strmě stoupala. Brzy se stal jedním z nejčastěji obsazovaných českých herců. Jen v roce 1937 hrál v deseti filmech. V anketě čtenářů Kinorevue v roce 1940 byl hodnocen jako devátý nejpopulárnější herec.
Po druhé světové válce jezdil s estrádní skupinou, krátce působil v satirické scéně Kotva, kterou založili Ferenc Futurista se svým bratrem Emanem Fialou. Po únoru 1948, když byl označen za syna kulaka a v Praze nesměl z rozhodnutí ministra Kopeckého hrát, působil od listopadu 1949 v zájezdovém Vesnickém divadle, spadajícím pod Ministerstvo zemědělství, kam si ho prosadil ředitel divadla František Smažík (tam hrál například roli chlapáckého dělníka Jana ve hře E. F. Buriana Krčma na břehu), jezdil po estrádách. V padesátých letech 20. století byl při zájezdu do Humpolce zatčen, obviněn z přípravy k emigraci a uvězněn na tři čtvrtě roku. Obvinění se neprokázalo a po propuštění pracoval v různých profesích (mimo jiné i jako dělník na základech Stalinova pomníku, jako zásobovač u cirkusu, na Mostě inteligence a vrtal artéskou studnu u Mariánských Lázní). V letech 1953–1954 byl konferenciérem ve Varieté u Nováků a později mu pomohl Jaroslav Štercl k angažmá v souboru v pražské Alhambře. Načas se vrátil do Vesnického divadla, přejmenovaného v roce 1959 na Státní zájezdové divadlo a pracoval zde od února 1960 až do zrušení divadla v roce 1962.
Později nastoupil v Mladé Boleslavi, kde se seznámil s mladou herečkou Věrou Liškovou, která se stala později jeho druhou manželkou. Po třech letech působení v divadle, kdy ředitel Antonín Dvořák navrhl spojit divadla v Kladně a v Mladé Boleslavi do jednoho organizačního celku, odešel Raoul s manželkou z Mladé Boleslavi a nastoupil v divadle v Ostravě. Jiří Dohnal mu nabídl místo sólisty ve sboru Národního divadla v Praze, avšak Ministerstvo kultury návrh neschválilo a Raoul skončil jako kulturně propagační referent v divadle – organizoval zájezdy a působil jako překladatel, mj. pro ředitele Přemysla Kočího.
Po celý svůj život vynikal velkým osobním šarmem, nevšedním charismatem a bezvadnou znalostí společenského chování a uhlazeného vystupování. Proto se hodil především pro role mužů z vyšších společenských vrstev, často hrál různé šviháky, světáky, milovníky apod.
Po druhé světové válce tento typ herců nebyl příliš žádoucí, do prostředí dělnických budovatelů socialismu se příliš nehodil. Jeho oslnivá předválečná kariéra byla v té době u konce. Ve filmu sice hrál dost často, ale už jen malé či epizodní role.

## Osobní život
Byl dvakrát ženatý, první manželka Růžena Havelková byla manekýnou v kožešnictví ve Štěpánské ulici (svatba 1939), později se rozvedli. Z manželství se narodila dcera Alexandra a syn Raoul (nar. 1945), obě děti po roce 1968 postupně emigrovaly. S druhou manželkou, herečkou Věrou Liškovou (nar. 1930) byl téměř 30 let, až do své smrti.

## Ocenění
- 1993 cena Senior Prix

## Divadelní role, výběr
- 1935 Mařka aneb Deník služky, role: tovaryš, mistr, otec rodiny, Šlosrova div. společnost
- 1935 Čertovo kolo aneb Vláda padla, Divadlo Vlasty Buriana
- 1937 Další, prosím..., Doktor, Divadlo Akropolis
- 1939 O. Wilde: Bezvýznamná žena, syn Gerard Arbuthnot, Divadlo Anny Sedláčkové
- 1940 Noël Coward: Ze soboty na neděli, boxer Sandy Taylor, Divadlo Anny Sedláčkové
- 1941 Leo Lenz: Děti lásky, Skupina H. Zöllnerové
- 1943 Rybníkář Kuba, soubor divadla Uranie – v Divadle na Vinohradech
- 1944 Poslední drožkář, Pištěkova herecká skupina
- 1949 K. Simonov: Ruská otázka, Vesnické divadlo
- 1950 J. Skalka: Kozí mléko, Vesnické divadlo
- 1951 A. Jirásek: Kolébka, Vesnické divadlo
- 1952 J. Gregor-Tajovský: Statky – zmatky, Vesnické divadlo
- 1954 J. Hašek: Osudy dobrého vojáka Švejka, nadporučík Lukáš, auditor Ruller, Alhambra
- 1960 A. Jirásek: Maryla, Jan z Rožmberka, slezský hejtman, Státní zájezdové divadlo
- 1962 G. B. Shaw: Pygmalion, plukovník Pickering, Městské divadlo v Mladé Boleslavi
- 1963 W. Shakespeare: Komedie plná omylů, kupec Baltazar, Městské divadlo v Mladé Boleslavi
- 1965 A. Ridley: Půlnoční vlak, John Sterling, Městské divadlo v Mladé Boleslavi
- 1966 J. Žák: Študáci a kantoři, profesor, Divadlo Petra Bezruče v Ostravě

## Filmografie
- 1935 Viktorka
- 1935 Vdavky Nanynky Kulichovy
- 1935 Milan Rastislav Štefánik
- 1936 Na tý louce zelený
- 1936 Vzdušné torpédo 48
- 1936 Jízdní hlídka
- 1936 Tvoje srdce inkognito
- 1936 Sextánka
- 1936 Srdce v soumraku / Srdce za soumraku
- 1937 Děvče za výkladem
- 1937 Žena pod křížem
- 1937 Kariéra matky Lízalky
- 1937 Krb bez ohně
- 1937 Srdce na kolejích
- 1937 Batalion
- 1937 Důvod k rozvodu (německá verze)
- 1937 Harmonika
- 1937 Klatovští dragouni
- 1937 Matčina zpověď
- 1938 Kristián
- 1938 Pán a sluha
- 1938 Bílá vrána
- 1938 Holka nebo kluk?
- 1938 Klapzubova XI.
- 1938 Cech panen kutnohorských
- 1939 Dědečkem proti své vůli
- 1939 Zlatý člověk
- 1939 Eva tropí hlouposti
- 1939 Svátek věřitelů
- 1939 Žabec
- 1940 Panna
- 1940 Poznej svého muže
- 1940 Katakomby
- 1940 Přítelkyně pana ministra
- 1940 Za tichých nocí
- 1940 Prosím, pane profesore!
- 1940 Dva týdny štěstí
- 1941 Nebe a dudy
- 1941 Provdám svou ženu
- 1941 Roztomilý člověk
- 1942 Zlaté dno
- 1943 Čtrnáctý u stolu
- 1943 Druhý výstřel
- 1944 Jarní píseň
- 1952 Mladá léta
- 1954 Stříbrný vítr
- 1955 Z mého života
- 1956 Zlatý pavouk
- 1958 Co řekne žena...
- 1961 Ledové moře volá
- 1962 Praha nultá hodina
- 1963 Máte doma lva?
- 1963 Zlaté kapradí
- 1964 Za pět minut sedm
- 1965 Ztracená tvář
- 1965 Pan Tau (TV seriál)
- 1971 Kat nepočká
- 1973 Dny zrady I. + II.
- 1974 Jak utopit dr. Mráčka aneb Konec vodníků v Čechách
- 1974 Dvacátýdevátý
- 1974 Sokolovo
- 1974 Za volantem nepřítel
- 1975 Pan Tau a černý deštník
- 1975 Osvobození Prahy
- 1975 Akce v Istanbulu
- 1976 Zítra to roztočíme, drahoušku…!
- 1977 Smrt na černo
- 1978 Silnější než strach
- 1978 Muž s orlem a slepicí
- 1978 O statečné princezně Janě (TV film)
- 1979 Čas pracuje pro vraha
- 1979 Dnes v jednom domě (TV seriál)
- 1979 Lásky mezi kapkami deště
- 1979 Theodor Chindler - Die Geschichte einer deutschen Familie (TV seriál)
- 1980 Blázni, vodníci a podvodníci
- 1980 Pan Vok odchází
- 1980 Útěky domů
- 1980 V hlavní roli Oldřich Nový
- 1981 Spřízněni volbou
- 1981 Křtiny
- 1981 Hodina života
- 1982 Příště budeme chytřejší, staroušku!
- 1982 Dynastie Nováků (TV seriál)
- 1982 Paganini (TV film)
- 1983 Putování Jana Amose
- 1983 30 případů majora Zemana (TV seriál, díl:Romance o nenápadné paní)
- 1983 Lekár umierajúceho času (TV seriál)
- 1983 Svědek umírajícího času
- 1984 ...a zase ta Lucie!
- 1984 Bambinot (TV seriál)
- 1984 Barrandovské nocturno aneb Jak film zpíval a tančil
- 1984 Létající Čestmír (TV seriál)
- 1986 Die Geduld der Rosa Luxemburg
- 1987 Zuřivý reportér
- 1987 Šašek a královna
- 1987 Zuřivý reportér
- 1988 Burning Secret
- 1990 Arabela se vrací aneb Rumburak králem Říše pohádek (TV seriál)
- 1990 Nemocný bílý slon
- 1990 Šípková Růženka
- 1993 Krvavý román
- 1993 Uctivá poklona, pane Kohn
- 1993 Maigret et les témoins récalcitrants
- 1993 Šakalí léta
- 1993 Zámek v Čechách
- 1994 Bylo nás pět (TV seriál)